# جوزيف فرانكلين روذرفورد
جوزيف فرانكلين روذرفورد (بالإنجليزية: Joseph Franklin Rutherford)‏ هو محامي وقاضي وسياسي أمريكي، ولد في 8 نوفمبر 1869 في مقاطعة مورغان في الولايات المتحدة، وتوفي في 8 يناير 1942 في سان دييغو في الولايات المتحدة بسبب سرطان القولون.

## روابط خارجية
- جوزيف فرانكلين روذرفورد على موقع الموسوعة البريطانية (الإنجليزية)